# Lenny Pintor
Lenny Jean-Pierre Pintor (* 5. August 2000 in Sarcelles) ist ein französischer Fußballspieler. Der Stürmer steht beim LASK unter Vertrag und ist ehemaliger Juniorennationalspieler.

## Karriere

### Vereine
Pintor begann als Siebenjähriger beim Saint Brice FC und kam über die Station Sarcelles AAS im August 2015 zum SC Bastia. Zur Saison 2017/18 wechselte er zu Stade Brest, wo er zunächst für die zweite Mannschaft in der fünftklassigen National 3 zum Einsatz kam. Am 15. Dezember 2017 spielte Pintor beim 4:1-Auswärtssieg gegen die US Quevilly erstmals in einem Pflichtspiel für die erste Mannschaft und debütierte in der Ligue 2. Nachdem er zu Beginn der neuen Spielzeit Ende August 2018 einmal im Coupe de la Ligue und einmal in der Liga für Brest zum Einsatz gekommen war, wechselte er kurz vor Ende der Transferperiode zum Erstligisten Olympique Lyon, bei dem er einen Vertrag mit einer Gültigkeit bis zum 30. Juni 2023 unterschrieb. Dort debütierte er am 19. Oktober 2018 beim 2:0-Heimsieg gegen Olympique Nîmes in der Ligue 1. Darüber hinaus kam Pintor in der Saison auch für Lyons zweite Mannschaft sowie für die A-Jugend in der UEFA Youth League zum Einsatz. Die Spielzeit 2019/20 verbrachte er auf Leihbasis beim Zweitligisten ES Troyes AC. Nachdem er kurzzeitig nach Lyon zurückgekehrt war, wurde er zur Saison 2020/21 erneut nach Troyes verliehen. Nach der zweiten Leihe verbrachte er ein weiteres Jahr in Lyon, bevor er sich im August 2022 der AS Saint-Étienne anschloss. Für die ASSE absolvierte er insgesamt 21 Zweitligapartien.
Zur Saison 2023/24 wechselte Pintor zum österreichischen Bundesligisten LASK, bei dem er einen bis Juni 2026 laufenden Vertrag erhielt.

### Nationalmannschaft
Pintor durchlief seit der U16 die Jugendnationalmannschaften des französischen Fußballverbandes. Im Oktober 2017 nahm er mit der U17-Auswahl an der U17-Weltmeisterschaft in Indien teil und erreichte mit seinem Team das Achtelfinale. Im Juli 2018 drang Pintor bei der U19-Europameisterschaft in Finnland mit der französischen Mannschaft bis ins Halbfinale vor.